# Cal Palà
Cal Palà és una casa d'Aguilar de Segarra (Bages) inclosa a l'Inventari del Patrimoni Arquitectònic de Catalunya.

## Descripció

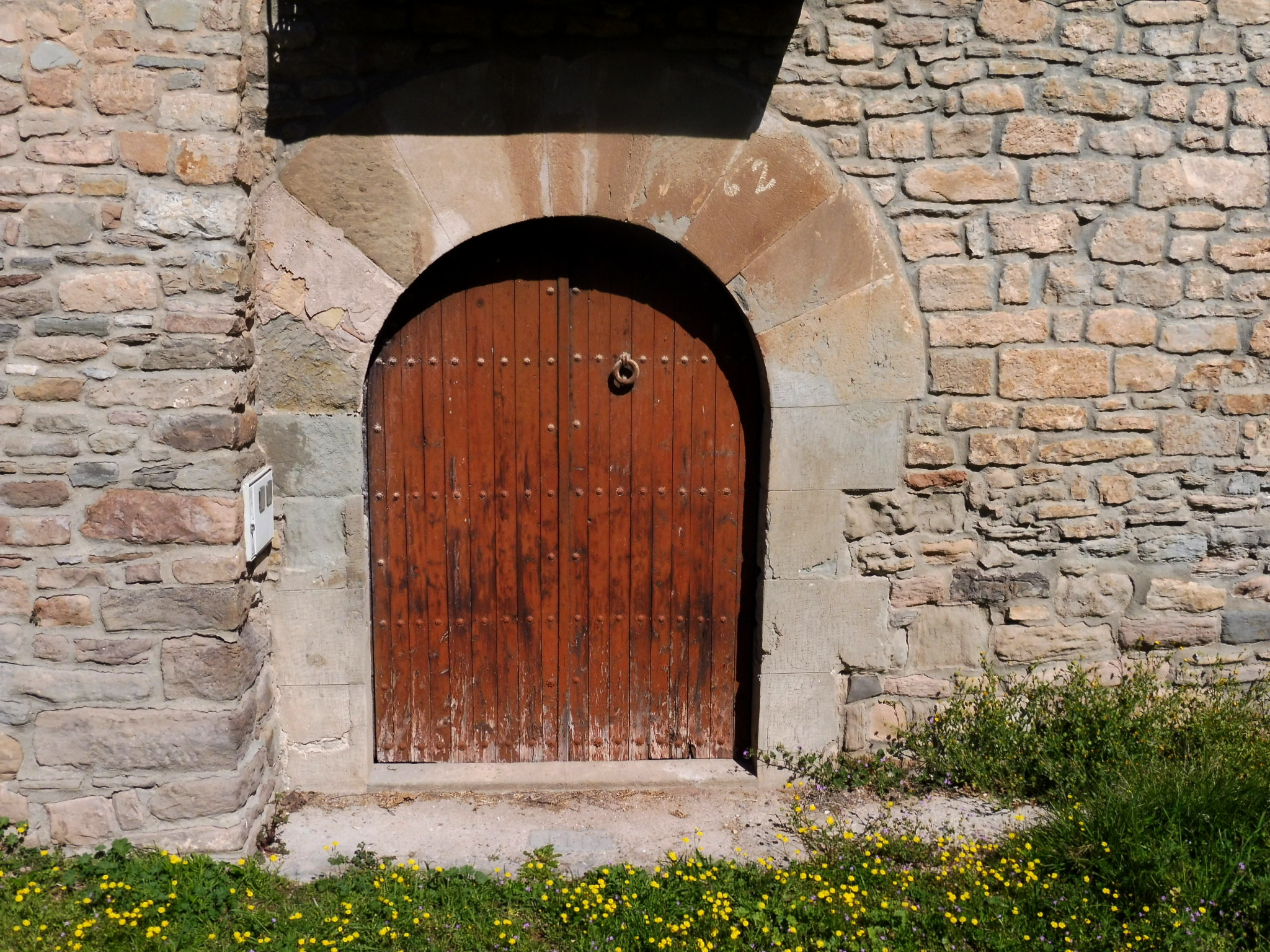
La portada

Casa de planta allargassada amb planta baixa i un pis. A un dels extrems hi ha una galeria coberta al primer pis, just al peu d'una torre de planta quadrada d'un pis més d'alçada.
La porta principal d'arc de mig punt i dovelles de pedra ben treballada, es troba a la façana d'un dels costats allargassats de la casa, i al costat esquerre de la porta el mur està fet en forma de talús.